# 포르키우스 페스투스

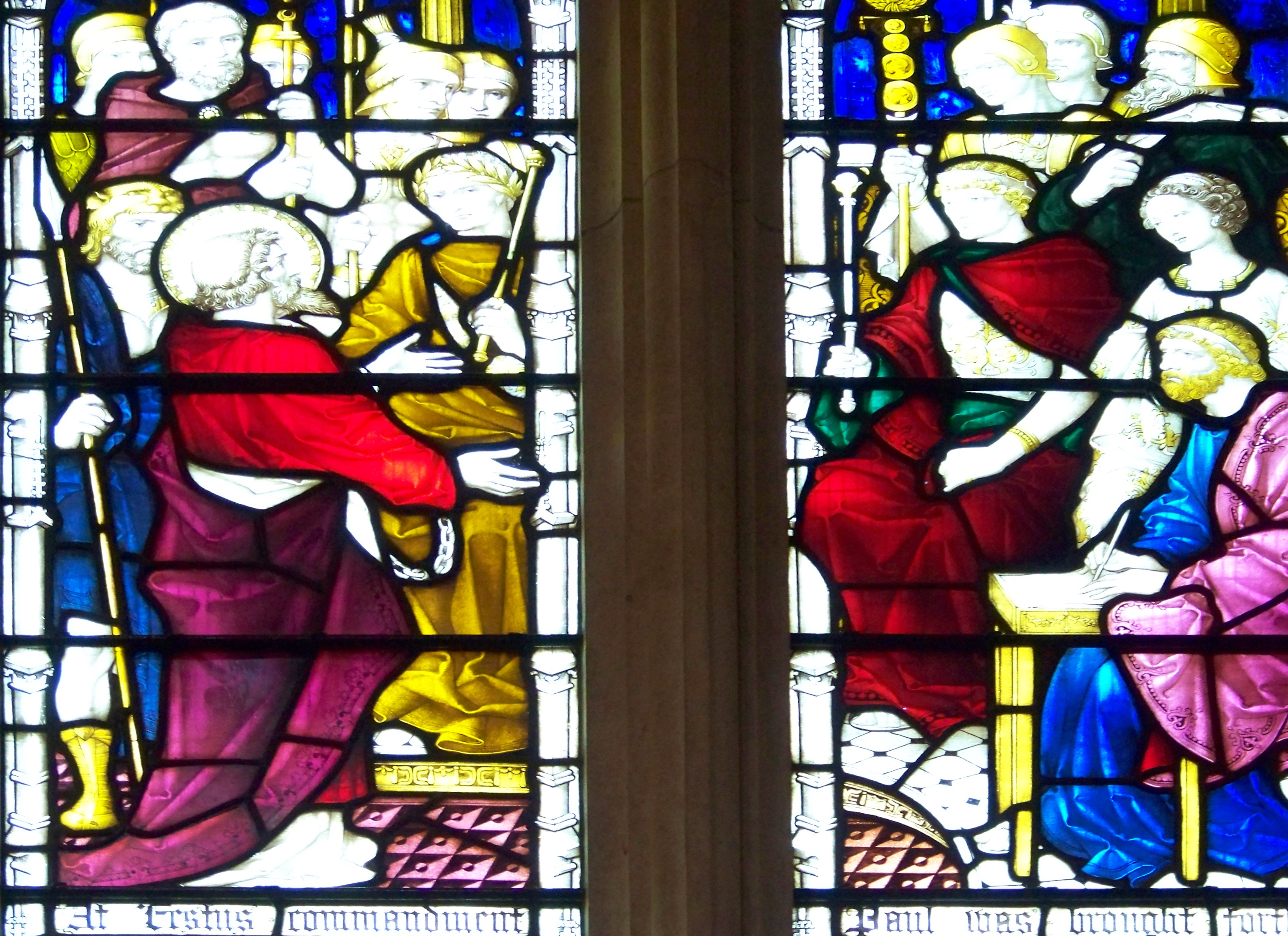
멜버른의 세인트 폴 성당의 스테인드 글라스가 노란색으로 그려진 페스투스를 보여준다.

포르키우스 페스투스(개신교: 보르기오 베스도)는 안토니우스 펠릭스의 후임자로, 59년부터 62년까지 유다이아의 지방장관으로 근무한 사람이다.

## 임기
페투스의 정확한 근무일은 알려져있지 않지만, 직무를 시작한 연도를 서기 55-61년부터 61년까지 비정하고 있다. 그러나 대부분의 학자는 58년부터 60년 사이에 임기를 시작한 것으로 추정하고 있다. F. F. 브루스(Bruce)는 비록 포르키우스 페스투스가 임기를 시작한 연도는 논란중에 있지만, 네로 5년에 발생했던 지방화폐 개혁은 그의 임기를 59년으로 비정하게 하는 근거가 된다고 말한다. 코니베어(Conybeare)와 하우슨(Howson)은 이 연도를 60년으로 추정한다.

## 통치
페스투스는 전임자로부터 유대인에 대한 시민 면책 특권을 야기하던 로마의 기존 정책들과, 궁정 경관을 해치던 성전 벽을 허무는 문제에 대한 아그립파 2세와 예루살렘의 제사장 사이의 갈등상황을 그대로 물려받았다.

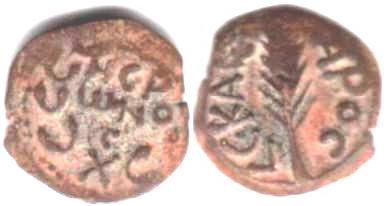
포르키우스 페스투스에 의해 발행된 청동 프루타(prutah)전면: 헬라어 NEP WNO C (네로)가 하단의 X자로 묶인 화환 모양으로 묶여있다.
후면: 헬라어 KAICAPOC (카이사르)와 LE (5년=서기 58/59년)이 야자수 가지와 함께 조각되었다.

그의 통치기간 동안 유대인들은 시민 면책 특권문제로 인해 로마제국에 상당한 적개심을 보였다. 이와 같은 감정은 제1차 유대-로마 전쟁과도 밀접한 연관이 있다.
사도 바울로는 페스투스 앞에서 마지막 심리(사도행전 24장 27절)를 받게 된다. 사도행전 25장에서 페스투스는 예수살렘에서 법정을 열어 바울로를 데리고 오는데, 여기서 바울로는 황제에게 항소를 한다. 바울로는 석방될 수 있었음에도 불구하고 (행 26:31)이 항소로 인해 바울로는 로마로 압송된다.